# ایتونملنگ کیون
ایتونملنگ کیون (انگلیسی: Itumeleng Khune؛ زادهٔ ۲۰ ژوئن ۱۹۸۷) یک بازیکن فوتبال اهل آفریقای جنوبی است.
وی همچنین در تیم ملی فوتبال آفریقای جنوبی بازی کرده‌است.